# 田纪云
田纪云（1929年6月4日—），山东肥城人，中国共产党、中华人民共和国政治人物，原副国级领导人。中学文化。1945年5月加入中国共产党，在中共十二届五中全会上增选为中央政治局委员、中央书记处书记，后连任第十三届、十四届、十五届中央政治局委员。曾任中华人民共和国国务院副总理、国务院秘书长，第八、第九届全国人大常委会副委员长等职。

## 生平

### 成长环境
1929年，田纪云出生在山东省泰安县西南乡田家东史村（今属肥城市汶阳镇），是当地的一个大家族，人多地少，生活并不富裕。他的祖父是一位地方知名人士，曾当过“乡里正”（相当于乡长），是个识书达理，思想比较进步的人。因此，也非常重视对子孙们的教育。田纪云的父亲田景韩，是家中长子；曾在济南读书，以后回到泰安教书。1937年“卢沟桥事变”后不久，田景韩和自己的弟弟就在家乡建立了一支抗日游击队；并且加入了中国共产党。

### 政治经历

#### 十六岁入党
受家庭环境的影响，以及父辈们的熏陶，1941年秋天，年仅12岁的田纪云加入八路军，被安排到鲁西抗属工厂当童工；1943年6月，被保送到抗属学校学习；1945年3月，进入“冀鲁豫第三抗日中学”学习；同年5月，未满16岁的田纪云就加入了中国共产党。此后，他就在学校从事战勤工作；次年，不到18岁的田纪云又担任了冀鲁豫朝城县一区土改工作组组长、兼区长。
由于在土改工作中的突出表现，为了使他得到进一步深造；1947年初，田纪云被送到商业会计学校学习。当年年底，他就被分配到了冀鲁豫战勤总指挥部，任总会计。此时，田纪云已经是一个营长级的干部了。1948年，田纪云随部队参加了淮海战役，并担任第二野战军担架营营长。
后来，田纪云曾经这样概括自己的成长经历：“……出身寒门、既无大学文凭又无政治背景，只是由一个‘土八路’成长起来的干部……”。

#### 西南历练
中华人民共和国建国后，田纪云被派往贵州，担任贵阳市军管会财政接管部机要秘书。此后，他曾先后在“贵阳人民革命大学”、“贵州省财政干部训练班”担任班主任工作。1953年，调贵州省财政厅工作，历任秘书科副科长、科长，办公室副主任、主任，计划科科长、预算处处长，财政厅副厅长，中共中央西南局财办财金处副处长等职。1969年，转调四川，出任四川省革委会财贸经营管理组副组长；后历任四川省财政局副局长、局长，四川省财政厅厅长等职。

#### 破格提拔
在四川工作期间，田纪云受到时任中共四川省委书记赵紫阳的赏识，认为他是个理财能手。1980年，在赵紫阳准备接替华国锋出任国务院总理时，力荐田纪云到中央工作。当年3月，中共中央组织部委托四川省委组织部，通知田纪云到中央党校中青年干部培训班学习，时间为一年。同时在学习班学习的，还有后来担任中纪委书记的尉健行以及中共十四届中央政治局委员谭绍文等人。学习班还没有结束，田纪云就获通知，即将出任国务院副秘书长。

#### 平步青云

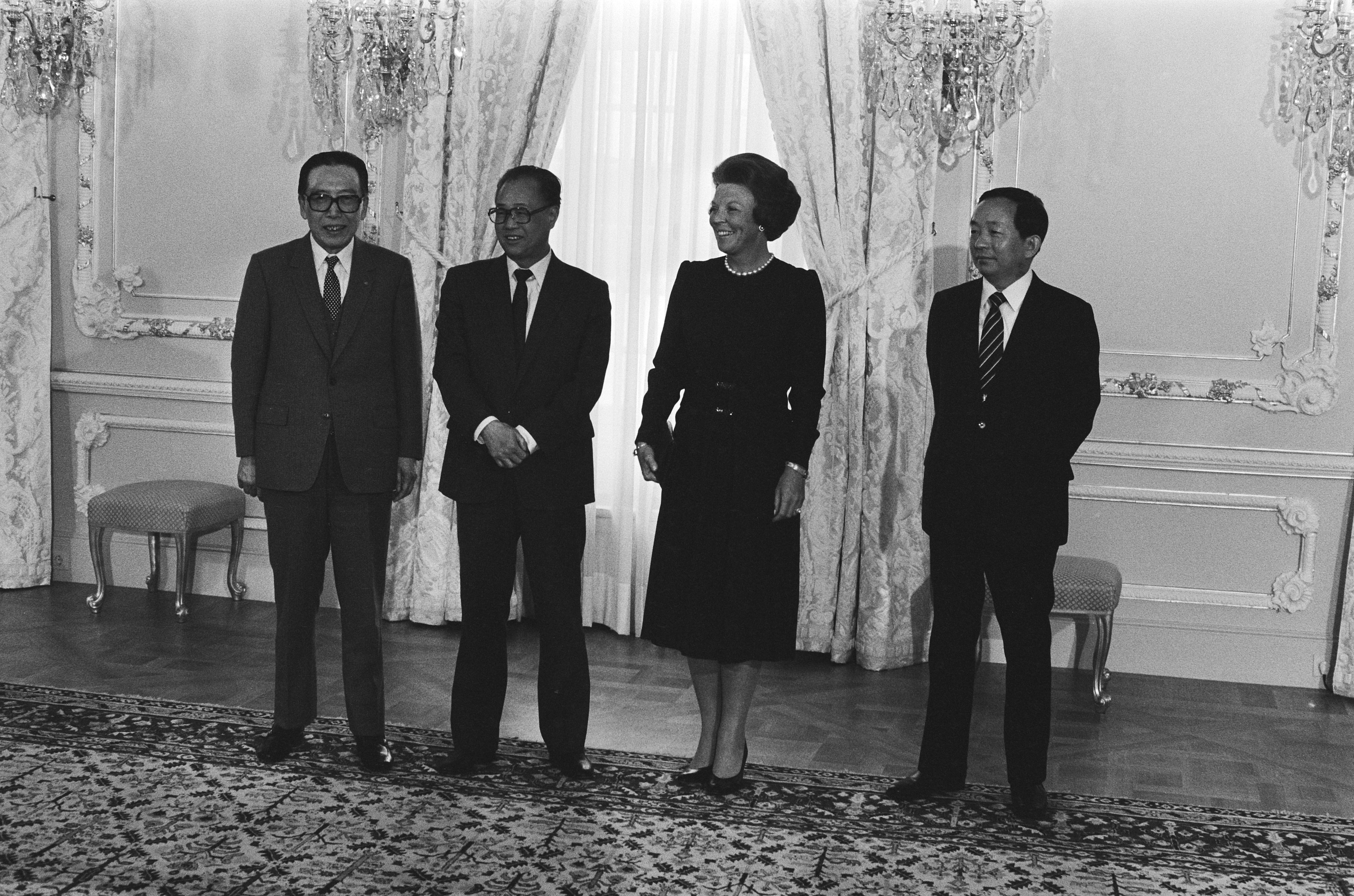
1985年6月17日，田纪云（右一）和吴学谦（左一）陪同国务院总理赵紫阳访问荷兰，与荷兰女王贝娅特丽克丝合影。

在担任国务院副秘书长仅两年后，田纪云就被任命为国务院副总理兼国务院秘书长。在1985年9月召开的中共十二届五中全会上，他又被增选为中共中央政治局委员、中共中央书记处书记。此后，田纪云连任两届副总理，三届中央政治局委员；在中央高层任职长达十八年；还曾兼任全国绿化委员会主任、中国“国际减灾十年”委员会主任、国家防汛抗旱总指挥部总指挥等职。
1989年6月，中共中央总书记赵紫阳因“六四天安门事件”而被迫倒台及軟禁；被他一手提拔的田纪云，尽管表面上没有受到太大的冲击；但是，在担任了十年的副总理之后，并没有能够再获得重用。两届政府任期届满后，转任全国人大常委会副委员长，留任中央政治局委员。1998年3月，第九届全国人大第一次会议上，他当选全国人民代表大会常务委员会副委员长。2002年11月15日，73岁的田纪云在中共十六届一中全会后卸任中共中央政治局委员，并于2003年3月十届全国人大一次会议后卸任全国人大常委会副委员长一职退休。
截止2025年5月，田纪云是仅剩的两位在世的中国共产党第十二届中央政治局委员之一（另一位为胡启立），也是第六届国务院的五位副总理中唯一一位在世的。

### 1992中央党校讲话
1989年六四天安门事件过后，对改革开放国策的质疑之声，一浪高过一浪。其后，苏联的解体、东欧国家的剧变。那时候可以说在外忧内患的情形下，从上到下，形成了一股否定改革开放的力量。这股力量的特征有两个：一是，借“农村社会主义教育”的名义，否定农村改革的伟大成果；一是，以“反和平演变”的名义，全面否定十一届三中全会确定的改革开放路线。
1992年初，邓小平南巡为改革再次拨正航向，明确表示谁不坚持改革开放谁就下台。邓在南方的谈话得到田纪云等人的积极响应。1992年4月25日，田纪云在中央党校发表讲话，力挺改革开放国策。部分讲话内容如下：
|  | 如果我们不清理一下“左”的东西，不把小平同志关于要警惕右，但主要是防止“左”这个问题稍加具体化，光空喊加快改革步伐，实质上是加不快的。“左”的积习根深蒂固，改革开放的阻力主要就是来自这种“左”的积习。“左”的东西的表现很多：你要多宣传一点改革开放，他就会说，这会破坏来之不易的大好形势，丧失治理整顿的成果，他就没有想一想大好形势是怎么来的，大好形势是改革开放带来的；你说要多利用点外资，他就会说，多一个外资企业，就多一分资本主义，就会威胁我们国家的社会主义性质；你要划出一块地方给外商承包开发，他就会说，这是出卖国家主权，丧权辱国；你要多发展一些乡镇企业，他就说，乡镇企业是不正之风的风源，会腐蚀我们的干部，把乡镇企业视为对社会主义的威胁；你要多发展一些私营企业、个体户，他就会说，这会改变社会主义性质；你讲要搞厂长负责制，他就说，这是削弱党的领导；你讲家庭联产承包制不能动摇，他就说，这是走单干的道路，不利于集体经济的发展和共同富裕。如此等等。 |

|  | 邓小平同志谈话，光跟在那里重复，说上千遍万遍，没有用，重在落实和执行。特别要警惕那些风派人物，这种人翻手为云，覆手为雨，见人说人话，见鬼说鬼话，一有机会就跳出来反对改革开放。这些人一旦掌握了国家大权，对国家，对人民都将是一种灾难。 |

邓小平对讲话的评价：没有问题。
万里对讲话的评价：你在党校讲话讲得好，抓住了要害，有骨气！

## 与赵紫阳的关系
田纪云曾是赵紫阳一手提拔起来的。当年，从四川省财政厅厅长到国务院副总理的职务，田纪云仅用了两年时间。
2004年12月19日，在得知赵紫阳因肺炎发烧住进了医院，田纪云马上给中共中央总书记胡锦涛拟就了一封信，请求去医院探望。赵紫阳在获知消息后，托人阻止了田纪云，怕给自己的老部下招惹麻烦。此事就拖到了2005年1月4日，当田纪云通过消息得知老领导的病情已不容乐观；于是，立刻将早先准备好的信呈交给胡锦涛。第二天中午，中共中央办公厅回复，同意了他的请求。 当晚八时，田纪云终于在医院见到了“相别”十五年的老领导。会谈在进行了15分钟后被打断；两位老人握手告辞。这一次，也是田纪云跟赵紫阳的最后一次握手。
2015年1月15日，在趙紫陽去世10週年之際，田纪云前往赵家拜祭趙紫陽。
田纪云曾提及：“昨日我与邓小平家子女玩球。我说，‘六四’必须平反。”对方说，“是的”。

## 个人生活
田纪云爱好打网球。曾获“丽珠得乐杯”网球邀请赛冠军、首届“保险杯”网球赛亚军、首届“天龙”杯网球联谊赛第三名、1992年“沙田杯赛”冠军等。此外，田纪云还曾当选为中国硬笔书法协会、中国市场经济研究会、中华全国集邮联合会的名誉会长。　
田纪云还喜欢收藏书画作品，比如舒同在1982年给他写的字，黄胄在1984年给他画的画。有“共和国红色掌櫃”之称的中共元老陈云也曾给田纪云写过字，一幅是鲁迅的诗句“横眉冷对千夫指，俯首甘为孺子牛”，另一幅是“雏凤清于老凤声”。

## 著作
- 《改革开放的伟大实践：纪念改革开放三十周》2009年，新华出版社
  - 一、解放思想勇于实践，二、农业、农村的改革与发展，三、城市经济改革，四、对外开放和经济特区建设，五、社会主义民主法制建设，六、改革开放的倡导者、决策者
- 《田纪云文集》 2016年11月，中国民主法制出版社
  - 《经济改革和对外开放卷》1979年至2010年期间关于我国经济改革和对外开放的文章、讲话，以及为纪念十一届三中全会召开30周年所写的回忆改革开放历程的文章共46篇。
  - 《农业卷》1982年至2004年期间关于农业问题所作的报告、讲话、文章等共33篇。
  - 《民主法制卷》1993年至2004年期间关于全国人大工作、人大制度建设、民主法制建设等方面的文章、讲话、谈话共44篇。

## 所获荣誉
1987年7月11日，获朝鲜一级国旗勋章。

## 家庭
- 妻子：李英华（1929年－2014年5月3日[13]），是在“冀鲁豫第三抗日中学”学习时认识的。李英华与田纪云同年参加抗日工作，并先于田纪云入校学习。在战争年代，抗日根据地有知识的女孩子不多，她显得很出类拔萃。用田纪云自己的话来说，李英华是他“风吹浪打不动摇，天涯海角不分离”的妻子。二人育有二子二女。
  - 儿子：田承刚，曾任深物业集团董事长。恒基地产老板李兆基4,300万顾问费一案，2012年3月15日香港高院裁定田承刚一方败诉。[14][需要較佳来源]
  - 女儿：田湘黔，武警后勤部财务部部长，大校。
    - 女婿：邱国录，武警森林指挥部后勤部少将副主任。
- 三弟：田纪震（1932年9月6日－），曾担任河南省新乡市市长、市委书记。
  - 侄子：田承忠（1953年7月－），曾任湖北省人民政府副省长、人大副主任。
- 堂弟：田健（1932年－2000年），曾任山东省省委副秘书长兼办公厅主任、统战部部长、省政协副主席。